# ويليام تشيروخو
ويليام تشيروخو (بالإسبانية: Willian Chiroque)‏ (10 مارس 1980 في بيرو - ) هو مدرب كرة قدم ولاعب كرة قدم بيروفي في مركز الهجوم. شارك مع منتخب بيرو لكرة القدم. أما مع النوادي، فقد لعب مع خوان أوريتش وسيينسيانو ونادي سبورتينغ كريستال وAlianza Atlético ‏ وسيزار فاليجو ‏.

## روابط خارجية
- ويليام تشيروخو على موقع قاعدة بيانات كرة القدم.إي يو (الإنجليزية)
- ويليام تشيروخو على موقع ناشيونال فوتبول تيمز (الإنجليزية)
- ويليام تشيروخو على موقع Soccerway.com (الإنجليزية)